# Liste der Biografien/Kleim
Liste der Biografien |
Portal Biografien |
Personensuche
# |
A |
B |
C |
D |
E |
F |
G |
H |
I |
J |
K |
L |
M |
N |
O |
P |
Q |
R |
S |
T |
U |
V |
W |
X |
Y |
Z |
?
 
Ka |
Kb |
Kc |
Kd |
Ke |
Kf |
Kg |
Kh |
Ki |
Kj |
Kl |
Km |
Kn |
Ko |
Kp |
Kr |
Ks |
Kt |
Ku |
Kv |
Kw |
Ky |
Kx |
Kz
 
Kla |
Kld |
Kle |
Kli |
Klj |
Klo |
Klu |
Kly
 
Klea |
Kleb |
Klec |
Kled |
Klee |
Klef |
Kleg |
Kleh |
Klei |
Klej |
Klek |
Klem |
Klen |
Kleo |
Klep |
Kler |
Kles |
Klet |
Kleu |
Klev |
Klew |
Kley |
Klez
 
Kleib |
Kleic |
Kleid |
Kleie |
Kleif |
Kleih |
Kleij |
Kleik |
Kleim |
Klein |
Kleis |
Kleit |
Kleiv |
Kleiw |
Kleiz
Die Liste der Biografien führt alle Personen auf, die in der deutschsprachigen Wikipedia einen Artikel haben. Dieses ist eine Teilliste mit 17 Einträgen von Personen, deren Namen mit den Buchstaben „Kleim“ beginnt.

## Kleim
- Kleim, Birgit (* 1975), deutsche Wissenschaftlerin, Professorin für Psychotherapie
- Kleim, Friedrich (1889–1945), deutscher Verwaltungsjurist in Ostwestfalen
- Kleim, Lothar (* 1936), deutscher Fußballspieler und -trainer
- Kleim, Peter (* 1956), deutscher Journalist und Korrespondent

### Kleima
- Kleimachos, attischer Töpfer
- Kleiman, Johannes (1896–1959), Helfer Anne Franks und ihrer Familie in der IllegalitätJohannes Kleiman (1896–1959)

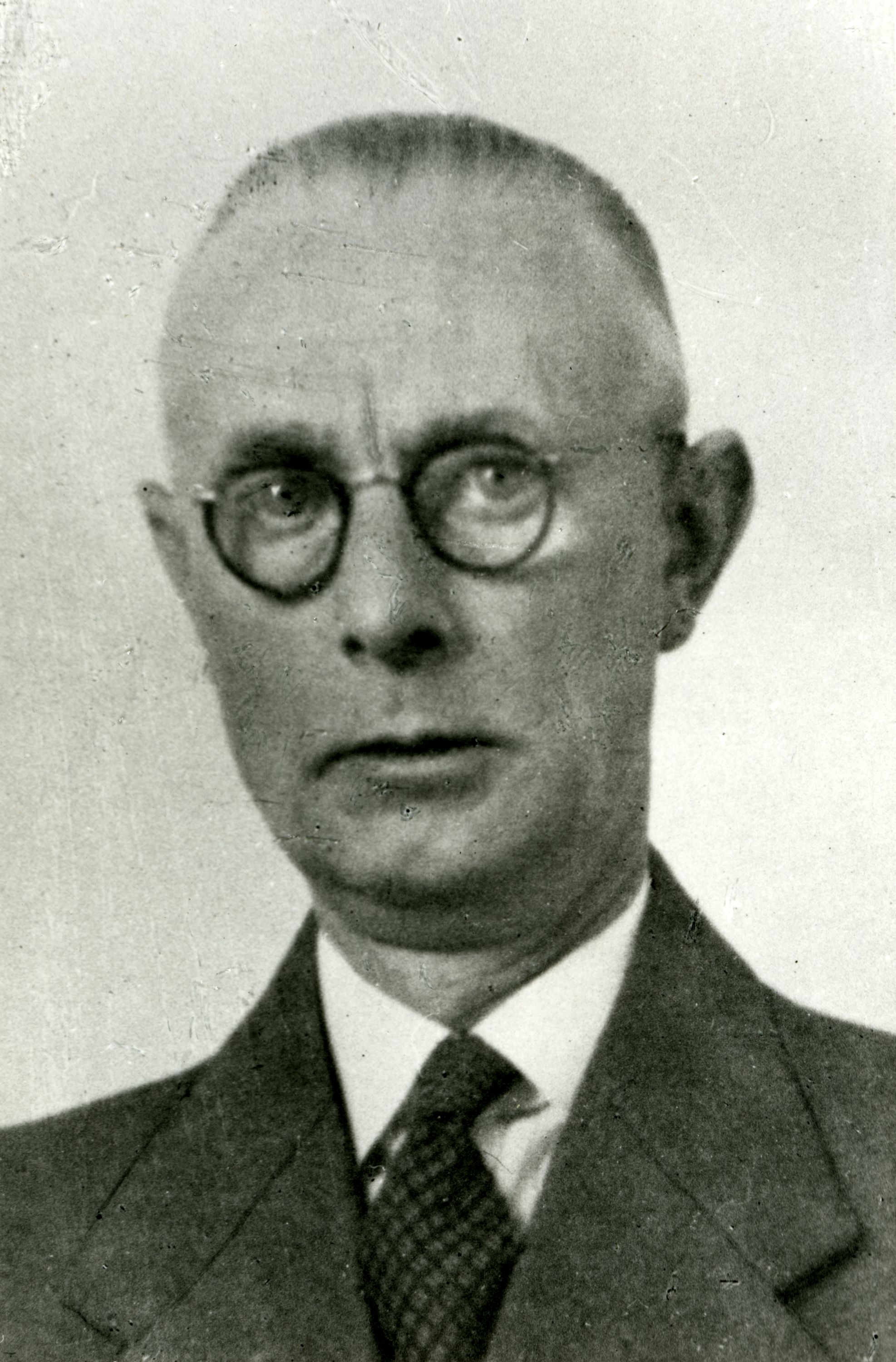
Johannes Kleiman (1896–1959)

- Kleiman, Naum Ichiljewitsch (* 1937), russischer Filmhistoriker, Publizist und Kurator
- Kleiman, Steven (* 1942), US-amerikanischer Mathematiker
- Kleimann, Adolf (1825–1911), deutscher Gärtnereibesitzer, Stadtrat und Ehrenbürger
- Kleimann, Manfred (1955–2025), deutscher Journalist
- Kleimayrn, Johann Damascen von (1735–1810), Benediktinerpater und Hochschullehrer
- Kleimayrn, Johann Franz Thaddäus von (1733–1805), Salzburger Staatsmann und Gelehrter

### Kleimi
- Kleiminger, Christian (* 1965), deutscher Politiker (SPD), MdB
- Kleiminger, Heino (1939–2015), deutscher Fußballspieler
- Kleiminger, Ralf (* 1963), deutscher Fußballspieler
- Kleiminger, Rudolf (1884–1967), deutscher Gymnasialdirektor und Heimatforscher

### Kleimj
- Kleimjonow, Iwan Terentjewitsch (1899–1938), russischer Militäringenieur